# Air Berlin
Air Berlin PLC & Co. Luftverkehrs KG (FWB: AB1), được gắn nhãn là airberlin hoặc airberlin.com là một hãng hàng không của Đức. Vào thời kỳ đỉnh cao, đây là hãng hàng không lớn thứ hai của Đức, cũng như hãng hàng không lớn thứ mười của châu Âu về lượng hành khách vận chuyển. Nó có trụ sở tại Berlin và có các trung tâm tại Sân bay Berlin Tegel và Sân bay Düsseldorf. Đó là một thành viên của liên minh hàng không oneworld.
Hãng hàng không được thành lập vào năm 1978 bởi Lelco, một công ty Mỹ. Sau khi thống nhất nước Đức, Air Berlin đã được bán và trở thành một công ty của Đức vào năm 1991. Nó gia nhập liên minh Oneworld vào năm 2012. Sau nhiều năm thua lỗ, Air Berlin đã nộp đơn xin mất khả năng thanh toán vào ngày 15 tháng 8 năm 2017 và ngừng hoạt động vào ngày 27 tháng 10 năm 2017.

## Lịch sử

### 1978-1990: Hãng hàng không điều lệ Mỹ ở Tây Berlin
Ban đầu được đăng ký là Air Berlin USA, công ty được thành lập vào năm 1978 với tư cách là một công ty con thuộc sở hữu của Lelco, một doanh nghiệp nông nghiệp Mỹ có trụ sở tại Oregon, để điều hành các chuyến bay điều lệ thay mặt cho các công ty lữ hành Đức từ Sân bay Berlin Tegel, chủ yếu đến các khu nghỉ mát Địa Trung Hải.
Những người đồng sáng lập Air Berlin USA là:
- Kim Lundgren, cựu kỹ sư máy bay có trụ sở tại Berlin của Pan American World Airlines;
- John MacDonald, cựu giám đốc nhà ga của Hoa Kỳ bổ sung và hãng hàng không điều lệ Saturn Airways tại Sân bay Berlin Tempelhof vào những năm 1960 và sau đó là tổng giám đốc châu Âu và phó chủ tịch tại căn cứ sân bay Berlin Tegel của hãng hàng không và điều lệ bổ sung Hoa Kỳ trước đây hãng hàng không Modern Air từ năm 1968 đến năm 1974;
- Mort Beyer, phó chủ tịch điều hành của Modern Air từ năm 1967 đến năm 1971, đồng thời là chủ tịch và phó chủ tịch của Hiệp hội Hàng không Quốc gia năm 1971 và người sáng lập công ty tư vấn hàng không Hoa Kỳ Avmark.

Lelco là doanh nghiệp nông nghiệp của gia đình Kim Lundgren ở Hoa Kỳ.
Là một hãng hàng không Hoa Kỳ, Air Berlin đã có thể tiếp cận thị trường hàng không Tây Berlin. Trong Chiến tranh Lạnh, tình trạng chính trị đặc biệt của Berlin có nghĩa là các hành lang trên không vào và ra khỏi sân bay Tegel chỉ có thể được sử dụng bởi các hãng hàng không đăng ký tại Pháp, Vương quốc Anh hoặc Hoa Kỳ. Trụ sở chính của hãng hàng không ban đầu tại sân bay Tegel. Leonard Lundgren là chủ tịch đầu tiên. Sau khi công ty được cấp giấy phép hàng không và mua hai máy bay phản lực Boeing 707 trước đây thuộc sở hữu của Trans World Airlines, Air Berlin USA đã bắt đầu dịch vụ doanh thu vào ngày 28 tháng 4 năm 1979 với chuyến bay từ Berlin-Tegel đến Palma de Mallorca. Các kế hoạch đã được thực hiện để bắt đầu các chuyến bay đường dài trên các tuyến Tây Berlin - Brussels - Florida, hợp tác với Air Florida (một thỏa thuận về hiệu ứng đó đã được ký vào tháng 2 năm 1979). 

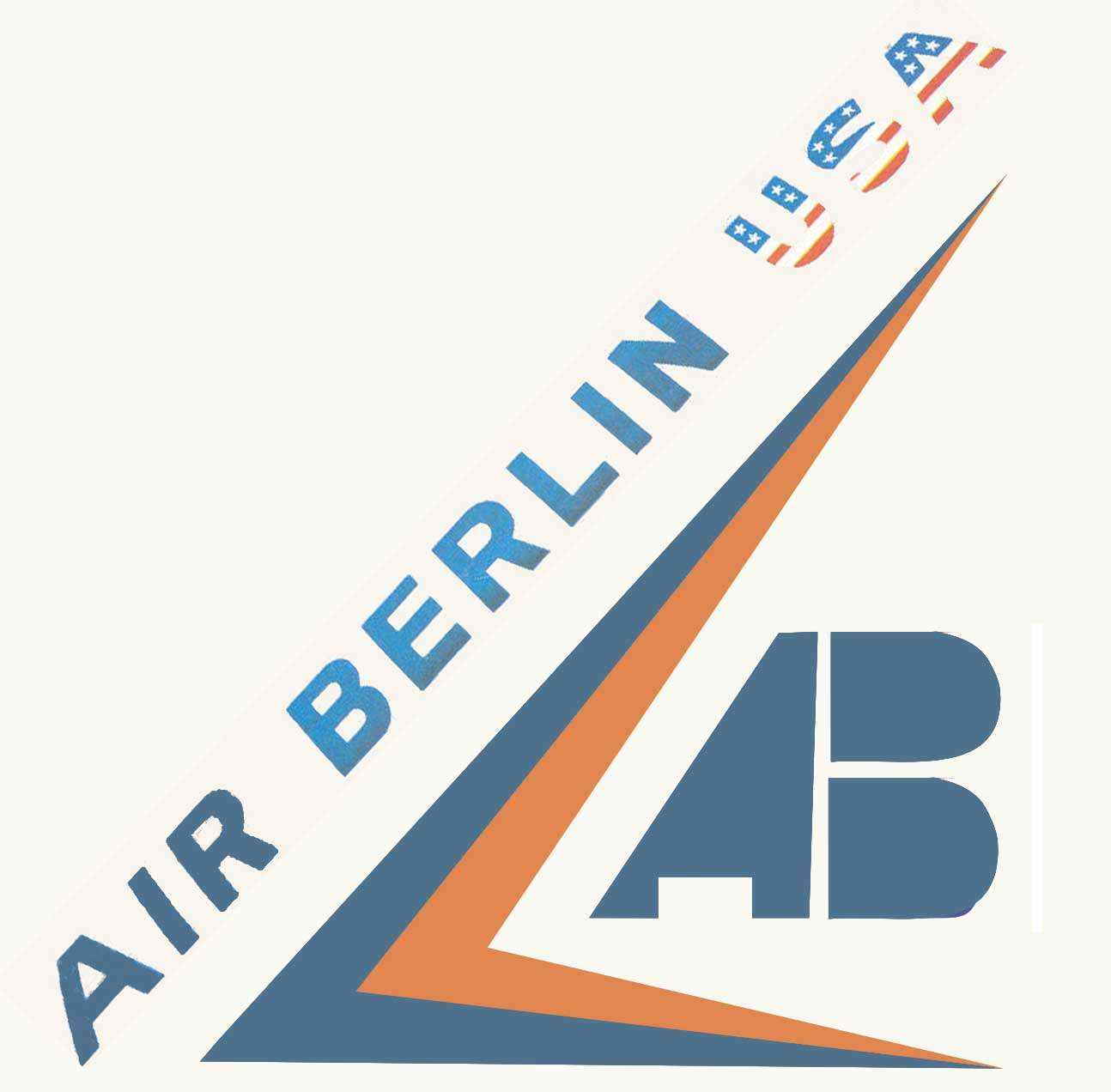
logo chính gốc của Air Berlin: Air Berlin USA

Năm 1980, hai chiếc Boeing 737-200 được thuê từ Air Florida. Năm 1981, Air Berlin USA tiếp tục dịch vụ Boeing 707 theo lịch trình hàng tuần trên Sân bay Berlin Tegel - Brussels - Orlando; tuy nhiên, đến năm 1982, những năm 707 đã bị loại bỏ và trong hầu hết những năm 1980, Air Berlin USA chỉ vận hành một chiếc 737-200 hoặc (từ 1986) một chiếc 737-300. Năm 1990 và 1991, hai chiếc Boeing 737-400 cũng được đưa vào sử dụng.

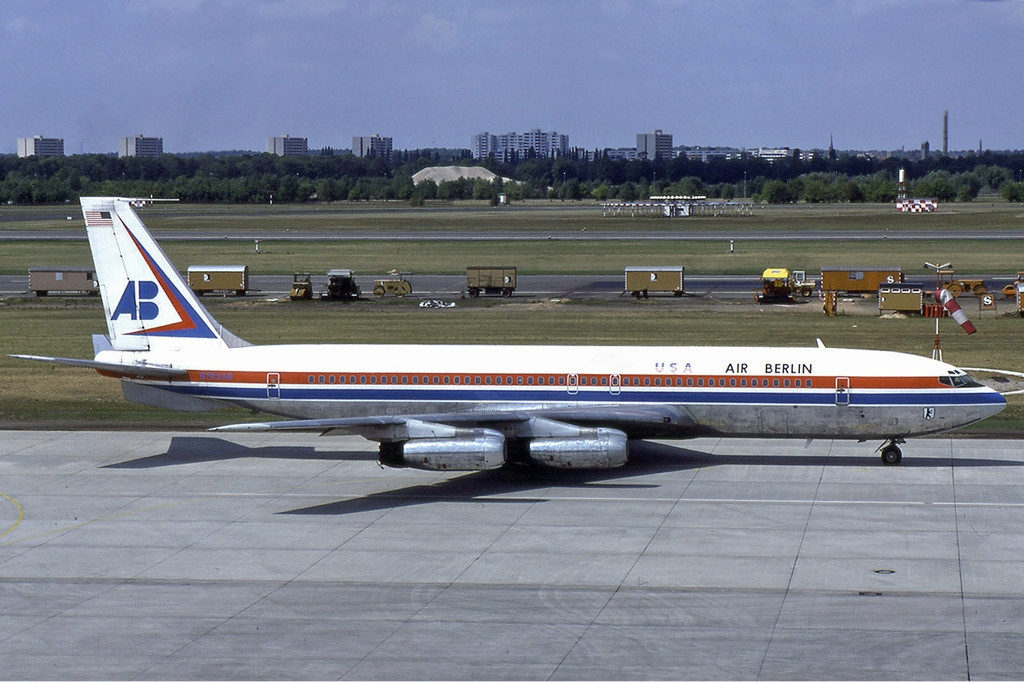
Màu sơn của Air Berlin đã thay đổi nhiều lần. Chiếc máy bay nguyên bản của Air Berlin USA (trong ảnh) đã được sử dụng trên các máy bay Boeing 707 và Boeing 737-200 của Air Berlin

1990-2000: Nhà đầu tư mới và mở rộng
Sự thống nhất nước Đức đã dẫn đến những thay đổi đáng kể cho thị trường hàng không châu Âu, và đặc biệt ở Berlin: các hãng hàng không Đức hiện đã có quyền truy cập vào thành phố. Năm 1991, Air Berlin (lúc đó có 90 nhân viên) được tái cấu trúc thành Air Berlin GmbH & Co. Luftverkehrs KG, một công ty đã đăng ký tại Đức, với một số nhà đầu tư Đức gia nhập Kim Lundgren, người sáng lập ban đầu, từ đó đưa quyền sở hữu phù hợp với yêu cầu kiểm soát nước ngoài của Đức. Joachim Hunold (de), cựu giám đốc bán hàng và tiếp thị của LTU International, hiện đang lãnh đạo công ty.
Sau một đơn đặt hàng cho mười chiếc Boeing 737-800, Air Berlin đã phát triển và đến năm 1999, đội bay đã tăng lên mười hai máy bay. Năm 2001, Air Berlin và Hapag-Lloyd Flug trở thành những hãng hàng không đầu tiên trên thế giới có những chiếc Boeing 737-800 được trang bị cánh nhỏ, thiết bị wingtip nhằm cải thiện hiệu quả nhiên liệu.
Air Berlin đã giới thiệu các chuyến bay theo lịch trình (có thể được đặt trực tiếp với hãng hàng không thay vì thông qua một công ty lữ hành) vào năm 1997, ban đầu liên kết một số sân bay thứ cấp của Đức đến Mallorca. Đến năm 2002, 35% vé của Air Berlin đã được bán trực tiếp. Cùng năm đó, hãng hàng không mở rộng ra ngoài các điểm đến trong kỳ nghỉ khi các chuyến bay giá rẻ được bán trên thị trường là "Tàu con thoi thành phố" đến London, Barcelona, Milan và Vienna bắt đầu. Bên cạnh Berlin-Tegel, các tuyến đường này đã được mở tại sáu sân bay của Đức (Dortmund, Düsseldorf, Hamburg, Münster / Osnabrück, Nicheberg và Paderborn / Lippstadt) mà cho đến lúc đó vẫn chưa được phục vụ bởi một trong những hãng hàng không giá rẻ đang lên ở châu Âu. Sau này trở thành một dấu ấn cho Air Berlin với tư cách là "hãng hàng không giá rẻ", hãng hàng không cung cấp bữa ăn miễn phí và đặt chỗ ngồi, trái ngược với các đối thủ Buzz, Hapag-Lloyd Express, Ryanair và Virgin Express.

### 2000-2006: Trở thành hãng hàng không lớn thứ hai của Đức [ sửa ]
Vào tháng 11 năm 2001, chuyến bay giao hàng của một chiếc Boeing 737-800 được trang bị sải cánh đã lập kỷ lục: chiếc máy bay có mã đăng ký D-ABBC đã bay thẳng 8.345 km từ Seattle (Boeing Field), Hoa Kỳ đến Berlin (TXL), Đức trong 9 giờ, 10 phút.

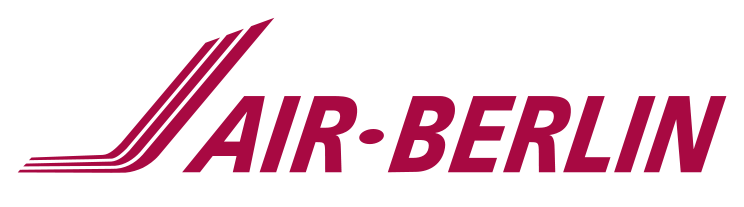
Logo Air Berlin cũ được sử dụng từ năm 1986 đến 2008.

Vào tháng 1 năm 2004, Air Berlin tuyên bố sẽ hợp tác với Niki, một hãng hàng không có trụ sở tại Vienna. Là một phần của thỏa thuận, Air Berlin đã nắm giữ 24% cổ phần của Niki. Năm 2005, Air Berlin đã ký thỏa thuận hợp tác với Germania. Là một phần của thỏa thuận, Air Berlin đã thuê một số máy bay và phi hành đoàn của Germania và Germania gần như trở thành một hãng hàng không điều lệ. Kế hoạch đã được thực hiện để Germania được liên kết với Air Berlin theo hợp đồng quản lý. Tuy nhiên, hợp đồng đã không được ký kết. Vào đầu tháng 3 năm 2008, các chủ sở hữu chung của Germania không thể đạt được thỏa thuận về việc tiếp quản Air Berlin, vì vậy Germania vẫn là một hãng hàng không độc lập. Một công ty con của Air Berlin / Germania có tên là Air Zürich và dự định đặt tại Sân bay Zurich đã được đề xuất vào năm 2005, nhưng đã không thành hiện thực.

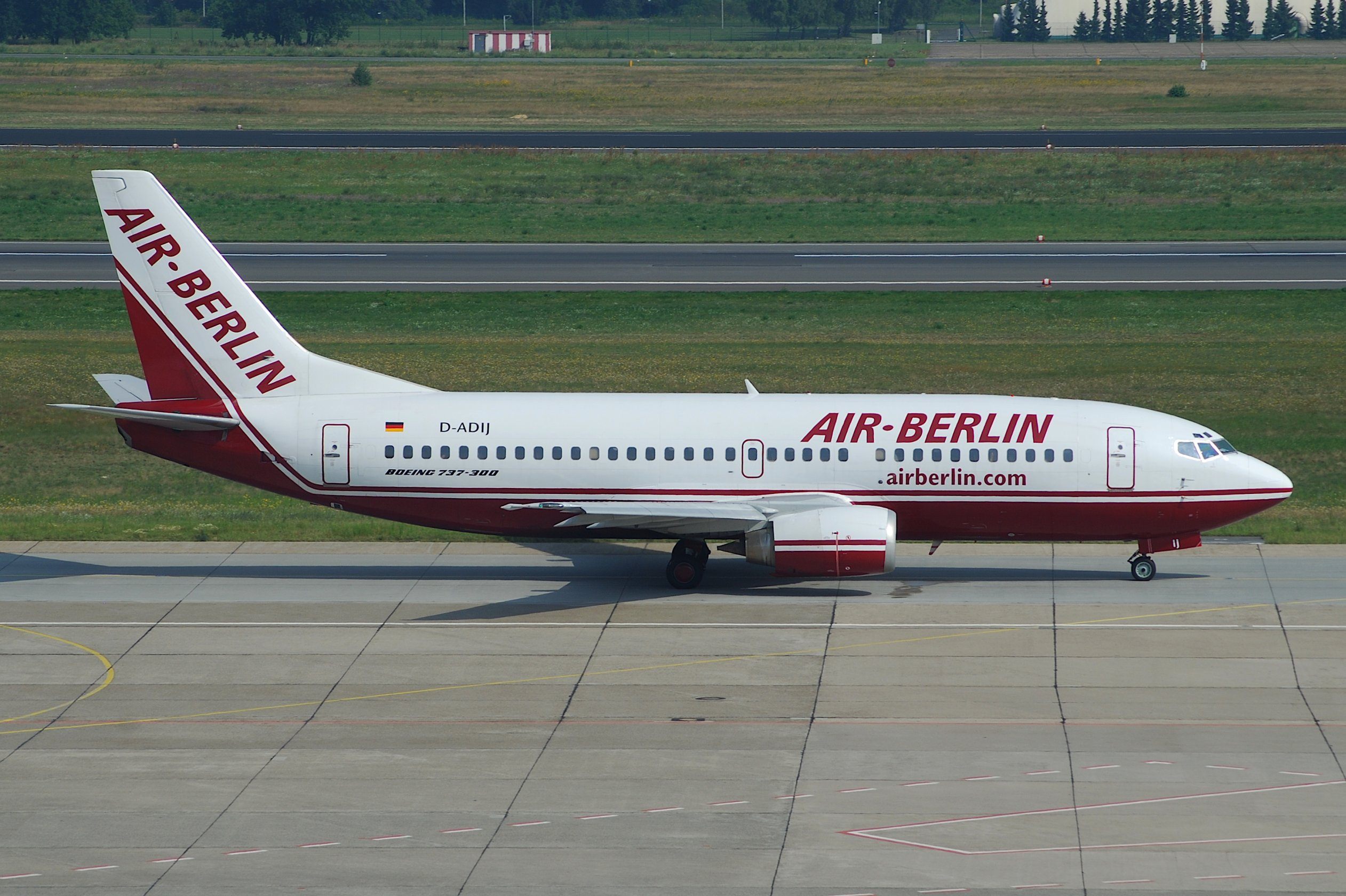
Một màu hồng ngọc được giới thiệu khi chiếc Boeing 737-300 (trong ảnh) được đưa vào sử dụng năm 1986.

Năm 2005, Tập đoàn đã tổ chức lại cơ cấu doanh nghiệp. Nó thành lập công ty Air Berlin plc (đã đăng ký tại Anh), trong đó công ty đã đảo ngược Air Berlin GmbH & Co. Luftverkehrs KG và các công ty con. Có ý kiến cho rằng lý do nhóm thành lập PLC có trụ sở tại Anh thay vì AG có trụ sở ở Đức là để tránh sự cần thiết phải có một ban giám sát và đại diện nhân viên theo yêu cầu của luật Mitbestimmung hoặc đồng của Đức quyết tâm.
Năm 2006, Air Berlin ra mắt công chúng trên thị trường chứng khoán Frankfurt. Ban đầu dự kiến vào ngày 5 tháng 5 năm 2006, IPO đã bị hoãn đến ngày 11 tháng 5 năm 2006. Công ty cho biết sự chậm trễ này là do chi phí nhiên liệu tăng và áp lực thị trường khác làm hạn chế nhu cầu của nhà đầu tư. Nó đã giảm phạm vi giá cổ phiếu ban đầu từ 15,0 1717 euro xuống còn 11,51414 euro. Cổ phiếu mở ở mức € 12,0, bán tổng cộng 42,5 triệu cổ phiếu. Trong số đó, 19,6 triệu là cổ phiếu mới tăng vốn trong công ty và phần còn lại để trả các khoản vay được gia hạn bởi các cổ đông ban đầu và đầu tư vào công ty trước đó vào năm 2006. Sau khi IPO, công ty tuyên bố có hơn 400 triệu euro tiền mặt để mở rộng thêm quỹ, bao gồm cả mua máy bay.
Vào tháng 8 năm 2006, Air Berlin mua lại hãng hàng không nội địa Đức dba. Hoạt động bay tại dba được tiếp tục như một công ty con thuộc sở hữu hoàn toàn của Air Berlin cho đến ngày 14 tháng 11 năm 2008, khi thương hiệu dba bị ngừng hoạt động do các cuộc đình công của nhân viên (nhân viên của dba sau đó đã được cung cấp vị trí với Air Berlin).

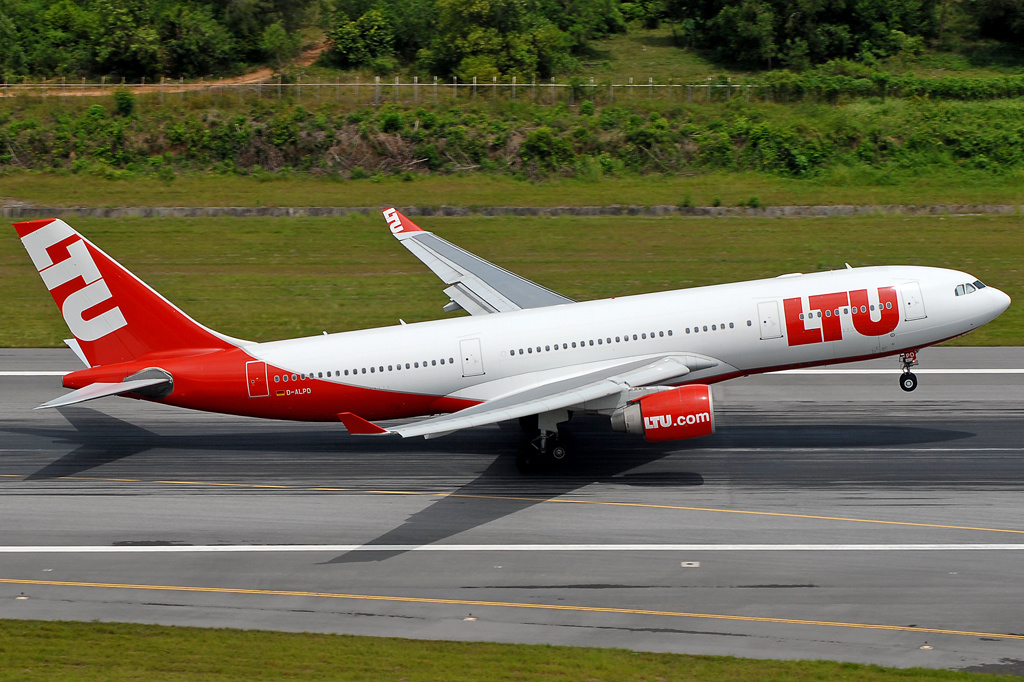
Sau khi sáp nhập với LTU vào năm 2007, kế hoạch LTU cơ bản mới đã được thông qua,...

Vào ngày 28 tháng 11 năm 2006, Air Berlin đã đặt mua 60 máy bay Boeing 737-800, và 15 máy bay Boeing 737-700 nhỏ hơn. Giá trị của 75 máy bay là 5,1 tỷ đô la (dựa trên giá niêm yết tại thời điểm đó.) Việc giao máy bay bắt đầu vào năm 2007. Tất cả các máy bay này đều được trang bị cánh nhỏ pha trộn, để cải thiện hiệu quả nhiên liệu.
2007-2012: Tiếp quản, mở rộng và liên minh mới
Vào tháng 3 năm 2007, Air Berlin đã tiếp quản hãng hàng không giải trí LTU của Đức, tiếp cận thị trường đường dài và trở thành tập đoàn hàng không lớn thứ tư ở châu Âu về lưu lượng hành khách. Thỏa thuận này đã dẫn đến việc đưa máy bay Air321 A321 và Airbus A330 vào đội bay của Air Berlin. Vào ngày 1 tháng 5 năm 2009, thương hiệu LTU đã bị ngừng sản xuất.
Vào ngày 7 tháng 7 năm 2007, Air Berlin đã công bố một đơn đặt hàng cho 25 máy bay đường dài Boeing 787-8 Dreamliner, với các tùy chọn và quyền mua thêm. Ba máy bay bổ sung thuộc loại này đã được ILFC thuê.

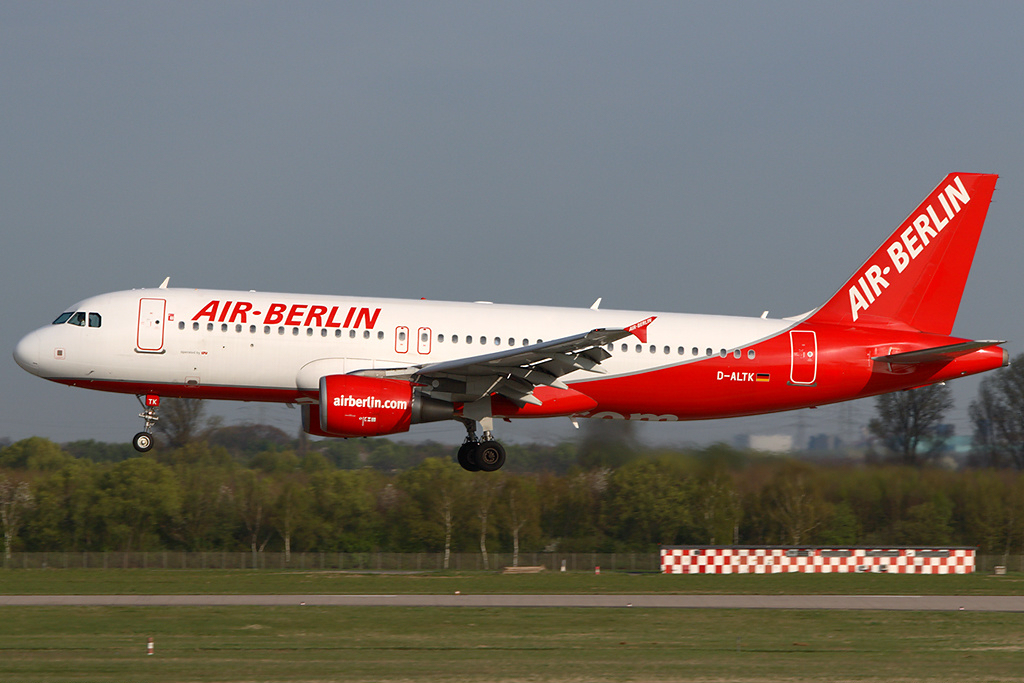
Air Berlin đã sử dụng màu sơn tạm thời cho đến khi giới thiệu logo mới

Vào ngày 21 tháng 8 năm 2007, Air Berlin đã mua 49% cổ phần của hãng hàng không điều lệ Thụy Sĩ Belair, phần còn lại thuộc sở hữu của công ty lữ hành Hotelplan. Sau khi thỏa thuận, hoạt động kinh doanh đường dài của Belair bị chấm dứt và đội bay được thay thế bằng máy bay gia đình Airbus A320 khai thác các chuyến bay theo lịch trình thay mặt cho Air Berlin cũng như các chuyến bay điều lệ cho Hotelplan.
Vào ngày 20 tháng 9 năm 2007, Air Berlin tuyên bố họ dự định mua Condor đối thủ của mình trong một thỏa thuận dự kiến chủ sở hữu của Condor, Thomas Cook Group, nắm 30% cổ phần của Air Berlin. Tuy nhiên, giá nhiên liệu máy bay tăng nhanh và những cân nhắc khác đã dẫn đến việc từ bỏ thỏa thuận vào tháng 7 năm 2008.
| Công ty                | Quan tâm |
| ---------------------- | -------- |
| airberlin Technik GmbH | 100%     |
| ngày lễ airberlin GmbH | 49%      |
| Belair                 | 100%     |
| Niki                   | 100%     |

Vào tháng 1 năm 2008, Air Berlin đã giới thiệu logo và thiết kế công ty mới. Logo có hình bầu dục màu trắng trên nền đỏ (gợi ý cửa sổ máy bay) trong đó chữ "a" là một vòng tròn màu trắng và hai cánh cách điệu màu trắng. Văn bản "Air Berlin" viết thường và viết dưới dạng một từ. Đôi khi khẩu hiệu "Hãng hàng không của bạn" là một phần của logo. 

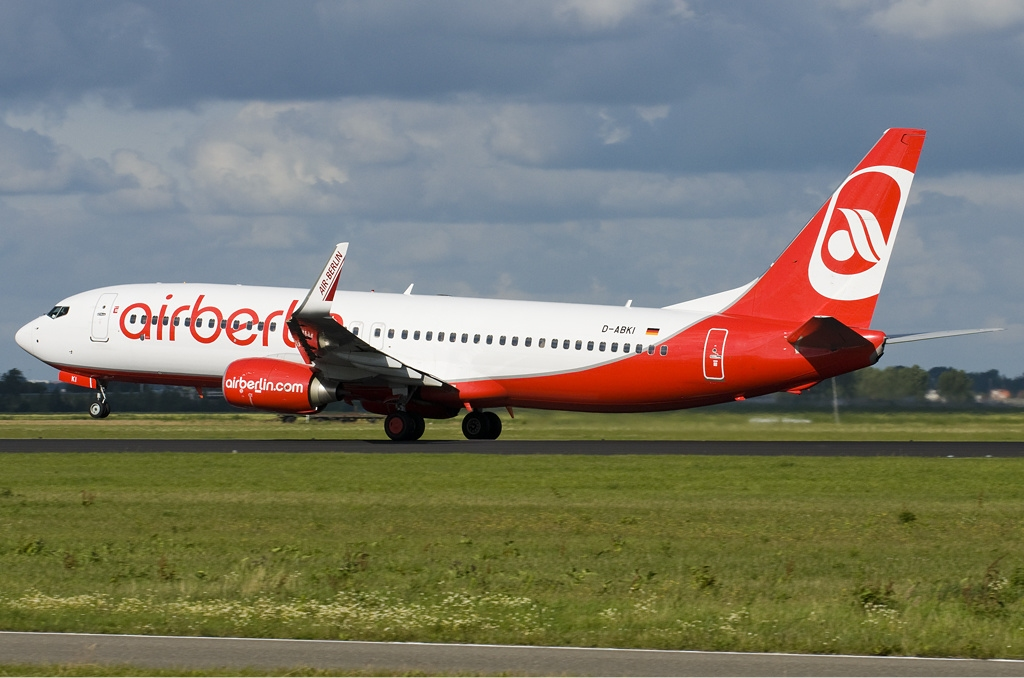
Air Berlin đã thay màu sơn bằng cách phối màu đỏ tươi như đặc trưng trên chiếc Boeing 737-800 này, đây là sản phẩm cuối cùng của hãng hàng không.

Vào tháng 6 năm 2008, Giám đốc điều hành Joachim Hunold đã xúc phạm những người nói tiếng Catalan, khi ông tuyên bố trong một bài báo trên tạp chí trên chuyến bay của Air Berlin rằng chính phủ Quần đảo Balearic đang cố gắng áp dụng việc sử dụng tiếng Catalan trên các chuyến bay của Air Berlin từ và đến Majorca. Ông tuyên bố rằng Air Berlin là một hãng hàng không quốc tế và không bắt buộc phải sử dụng tiếng Catalan. Hunold tiếp tục chỉ trích chính sách ngôn ngữ ở Catalonia và Quần đảo Balearic, cho rằng vào thời điểm đó, nhiều trẻ em không thể nói được tiếng Tây Ban Nha. Tổng thống Quần đảo Balearic, Francesc Antich, giải thích rằng chính phủ của ông chỉ đơn giản là đã gửi thư để khuyến khích các hãng hàng không hoạt động tại Quần đảo Balearic bao gồm tiếng Catalan trong số các ngôn ngữ được sử dụng cho các thông báo trên máy bay.

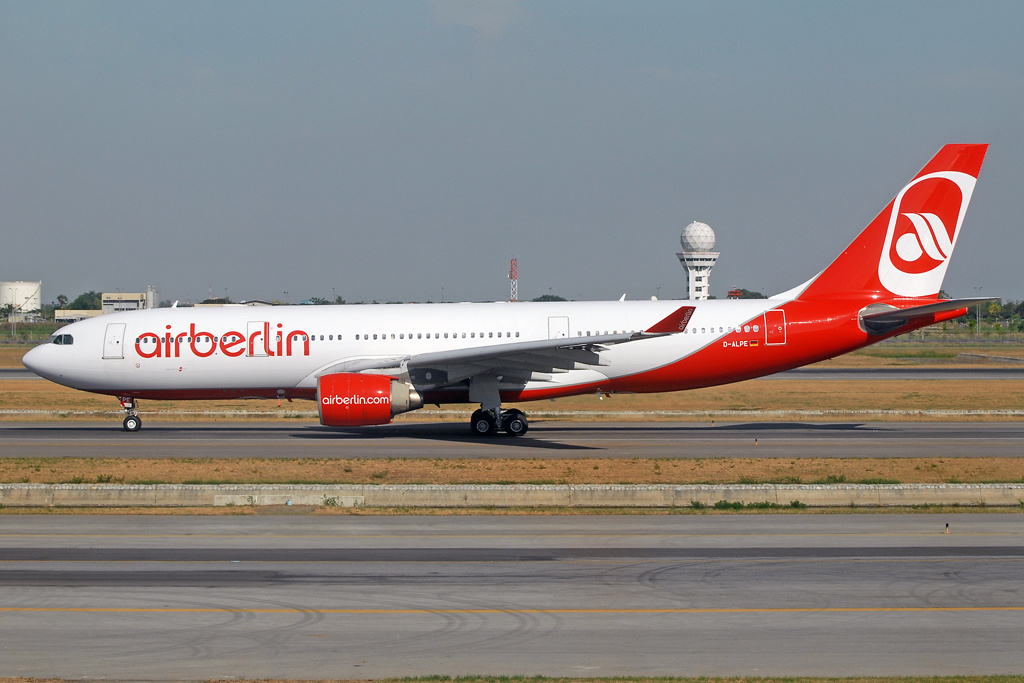
Sau khi tiếp quản LTU vào năm 2007, Airbus A330-200 (ảnh) đã trở thành một phần của đội bay của Air Berlin. Chiếc máy bay đường dài này đã cho phép hãng hàng không bay đến các điểm đến xuyên lục địa như Bangkok (như trong trường hợp này, mô tả cách tiếp cận sân bay Suvarnabhumi năm 2008).

Vào ngày 18 tháng 6 cùng năm, Air Berlin tuyên bố sẽ giảm 13% dịch vụ đường dài và 10% dịch vụ nội địa để tăng lợi nhuận.Vào tháng 9 năm 2008, Air Berlin đã xác nhận các cuộc đàm phán sáp nhập với đối thủ TUIfly, nhưng nói thêm rằng họ đang nói chuyện với tất cả các bên. Cho đến năm 2007, Air Berlin đã bay nhiều chuyến bay TUI chia sẻ mã. Vào cuối tháng 3 năm 2009, Air Berlin PLC và TUI Travel PLC đã ký một thỏa thuận trong đó các doanh nghiệp bay Đức của họ sẽ điều hành một liên minh chiến lược dài hạn. Ban đầu, mỗi công ty sẽ lấy 19,9% cổ phần của công ty kia và chính quyền cartel Đức đã kiến nghị phê duyệt. Sau khi Bundeskartellamt bày tỏ lo ngại, kế hoạch sở hữu chéo đã không được thực hiện. Thay vào đó, TUI Travel PLC đã mua 9,9% cổ phần của Air Berlin PLC bằng cách tăng vốn tại một công ty con để làm điều đó. 
Vào cuối tháng 3 năm 2009, một thỏa thuận hợp tác chiến lược với TUI Travel đã được ký kết, với Air Berlin và đối thủ cạnh tranh TUIfly mua 19,9% cổ phần của các công ty khác. Sau thỏa thuận, Air Berlin đã tiếp quản tất cả các tuyến TUIfly nội địa của Đức, cũng như các tuyến đến Ý, Croatia và Áo. Ngoài ra, tất cả các máy bay Boeing 737-700 của Tuifly đã được thêm vào đội bay của Air Berlin. TUIfly đã từ bỏ tất cả các chuyến bay theo lịch trình và chỉ dựa vào kinh doanh điều lệ.
Vào tháng 3 năm 2009, ESAS Holding AS, một công ty Thổ Nhĩ Kỳ, đã mua khoảng 15% cổ phần có quyền biểu quyết tại Air Berlin. Cũng trong năm 2009, Air Berlin đã bổ sung Hartmut Mehdorn vào ban giám đốc sau khi nghỉ hưu tại Deutsche Bahn. Vào tháng 4 năm 2010, Air Berlin đã mở rộng các thỏa thuận liên danh với hãng hàng không S7 của Nga. Air Berlin và S7 Airlines đã hợp tác từ tháng 10 năm 2008. Các dịch vụ mới bao gồm các chuyến bay liên danh qua Moscow đến Irkutsk, Perm và Rostov.
Vào tháng 7 năm 2010, Air Berlin tuyên bố tăng cổ phần trong hãng hàng không Niki của Áo. Air Berlin đã gián tiếp mua 25,9% cổ phần của Niki từ Privatstiftung Lauda (quỹ Lauda tư nhân) và bằng cách đó đã tăng tỷ lệ sở hữu tại Niki từ 24% lên 49,9%. Liên quan đến việc tăng cổ phần của mình, Air Berlin đã cấp cho quỹ Lauda tư nhân khoản vay 40,5 triệu euro. Quỹ tư nhân có các lựa chọn để trả nợ khoản vay trong ba năm bằng tiền mặt hoặc thông qua việc chuyển nhượng 50,1% cổ phần còn lại của Niki. Vào tháng 7 năm 2010, cũng có thông báo rằng Air Berlin sẽ gia nhập Oneworld, liên minh hàng không toàn cầu. Để chuẩn bị gia nhập liên minh, Air Berlin đã thực hiện các thỏa thuận liên danh với Finnair và American Airlines bắt đầu với lịch trình mùa đông 2010/2011. 

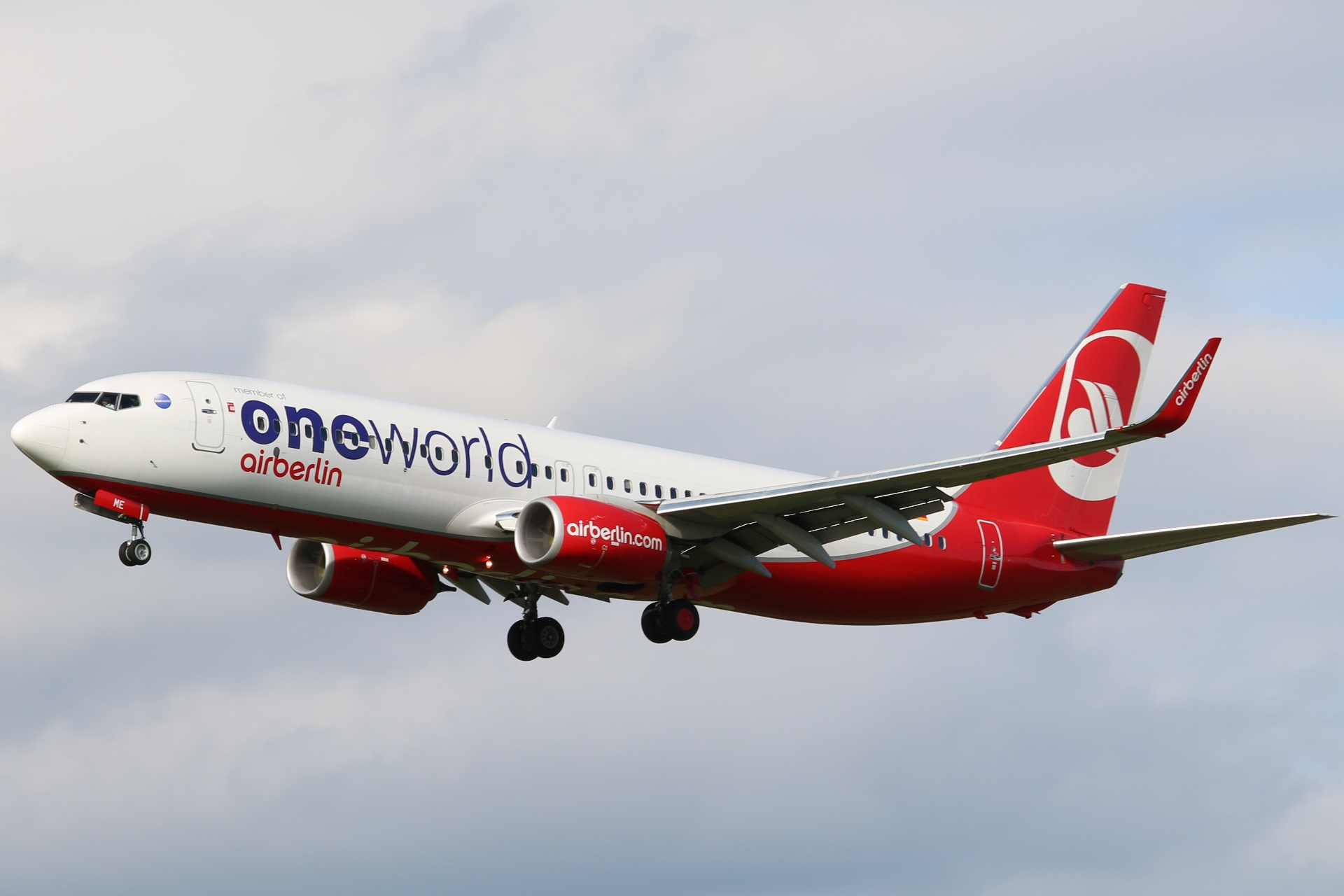
Sau khi trở thành thành viên của Oneworld, một số máy bay của Air Berlin đã hiển thị logo của liên minh, như đã thấy trên chiếc Boeing 737-800 này.

Air Berlin thành lập Follow Me Entertainment GmbH vào tháng 9 năm 2010 dưới hình thức liên doanh với kick-media ag. Công ty liên doanh này tiếp thị hình ảnh và phương tiện âm thanh, sách, trò chơi cũng như các sự kiện, buổi hòa nhạc, giải đấu và tài trợ.
Vào ngày 1 tháng 4 năm 2011 Air Berlin đã hoàn thành việc tích hợp LTU. Tất cả các dịch vụ kỹ thuật của Tập đoàn Air Berlin đã được hợp nhất trong một công ty mới có tên airberlin technik GmbH. Nó cũng bổ sung các tuyến mới, các chuyến bay thường xuyên hơn và các chuyến bay đường dài bổ sung từ Düsseldorf.
Vào ngày 15 tháng 6 năm 2011, Air Berlin và British Airways đã đạt được thỏa thuận liên danh bao gồm một số chuyến bay ở châu Âu, bắt đầu từ ngày 5 tháng 7 năm 2011. Thỏa thuận áp dụng cho các chuyến bay đến hơn 40 điểm đến châu Âu do hai hãng hàng không phục vụ.
Giám đốc điều hành Joachim Hunold đã từ chức vào ngày 1 tháng 9 năm 2011 và được thành công bởi cựu CEO của Deutsche Bahn AG, ông Hartmut Mehdorn, người đã lãnh đạo công ty trên cơ sở tạm thời cho đến tháng 1 năm 2013.
Vào tháng 11 năm 2011 Air Berlin và Pegasus Airlines (hãng hàng không tư nhân lớn nhất của Thổ Nhĩ Kỳ) đã ra mắt Air Berlin Thổ Nhĩ Kỳ, nhằm vào thị trường điều lệ giữa Đức và Thổ Nhĩ Kỳ. Hãng hàng không Pegasus được sở hữu 16,5% bởi ESAS Holding AS. Hãng hàng không mới được đưa vào Hãng hàng không Pegasus vào ngày 31 tháng 3 năm 2013.
Trong quý 3 năm 2011, doanh thu của công ty lên tới 1,4 tỷ euro, tăng 11%. Tuy nhiên, lợi nhuận hoạt động giảm gần 50%, khoảng 97 triệu euro. Do đó, một trái phiếu mới để tăng vốn bổ sung đã được phát hành.
Vào tháng 11 năm 2011, Air Berlin đã tiếp quản 50,1% cổ phần còn lại trong NIKI để trả nợ và trở thành chủ sở hữu duy nhất. Tên thương hiệu đã được giữ lại và Niki Lauda đã được trao một vị trí trong hội đồng quản trị của Air Berlin.
Air Berlin đã công bố vào ngày 19 tháng 12 năm 2011 rằng hãng hàng không Abuih Etihad Airways đã tăng cổ phần của Air Berlin từ 2,99% lên 29,1%, với số tiền 73 triệu euro, biến Etihad trở thành cổ đông lớn nhất của công ty. Thỏa thuận đã cung cấp thêm tiền mặt cho Air Berlin và cung cấp quyền truy cập Etihad vào mạng lưới châu Âu của Air Berlin.
2012-2015: Tái cấu trúc trong bối cảnh thua lỗ liên tục
Sự hợp tác của các chương trình khách hàng thường xuyên topbonus và Etihad Guest đã được công bố vào tháng 3 năm 2012. Vào tháng 6 năm 2012, sự hợp tác đã kết thúc với các chương trình điểm thưởng kinh doanh airberlin và Etihad Airways Business Connect cho SMBs.
Vào ngày 20 tháng 3 năm 2012, mục nhập vào onewworld đã chính thức hoàn thành. Mạng Oneworld cung cấp hơn 800 điểm đến tại 150 quốc gia. Đồng thời, hãng hàng không giới thiệu trạng thái Bạch kim cho chương trình khách hàng thường xuyên của mình.
Vào tháng 5 năm 2012, Air Berlin đã giới thiệu cấu trúc giá vé mới "Your Fare" bao gồm "Just Fly", "Fly Classic" và "FlyFlex" cho các chuyến bay từ ngày 1 tháng 7 năm 2012. Vào ngày 11 tháng 5 năm 2012 Air Berlin đã khai trương không ngừng nghỉ ba tuần chuyến bay từ Berlin đến Los Angeles trong lịch trình mùa hè, một điểm đến mà trước đó chỉ được phục vụ từ Düsseldorf.
Vào ngày 18 tháng 12 năm 2012 Air Berlin đã thông báo rằng topbonus, chương trình khách hàng thường xuyên của hãng sẽ được bán cho Etihad Airways; chỉ có 30% cổ phần thiểu số sẽ được giữ lại. Air Berlin cũng tuyên bố mở rộng thỏa thuận liên danh tiền mã hóa với Etihad Airways vào ngày 20 tháng 12 năm 2012.
Vào tháng 1 năm 2013, chiếc Airbus A330-200 đầu tiên đã được giới thiệu với một hạng thương gia mới cho phép vị trí hoàn toàn phẳng lần đầu tiên.
Vào ngày 7 tháng 1 năm 2013, Air Berlin đã bổ nhiệm Wolfgang Prock-Schauer, cựu Giám đốc Kế hoạch và Chiến lược, làm Giám đốc điều hành của công ty, thay thế ông Hartmut Mehdorn.
Air Berlin bắt đầu các chuyến bay giữa Berlin và Chicago vào ngày 23 tháng 3 năm 2013. Nó đã hủy các chuyến bay thẳng theo mùa đến Las Vegas, San Francisco và Vancouver.
Vào tháng 3 năm 2013, Air Berlin tuyên bố đóng cửa trung tâm theo mùa cho các điểm đến giải trí tại Sân bay Nieders. Chỉ còn mười tuyến đường trực tiếp quanh năm.
Vào ngày 24 tháng 9 năm 2014, Air Berlin đã hủy 15 đơn đặt hàng còn lại cho máy bay Boeing 787 của họ cũng như 18 đơn hàng còn lại cho máy bay Boeing 737-800 như một phần của chương trình tái cấu trúc của họ.
Vào tháng 10 năm 2014, Luftfahrt-Bundesamt đã từ chối ủy quyền của Air Berlin để vận hành 34 tuyến đường dưới dạng mã hóa với đồng sở hữu Etihad từ lịch trình mùa đông 2014/2015 vì họ sẽ vi phạm quyền giao thông song phương giữa Đức và UAE. Cũng trong tháng 10 năm 2014, Air Berlin tuyên bố chấm dứt các chuyến bay đến Palma de Mallorca từ cả Sân bay Bremen và Sân bay Dortmund, do đó rút hoàn toàn khỏi hai sân bay Đức này.
Air Berlin đã công bố khoản lỗ ròng trong năm 2014 là € 376m (lỗ € 316 triệu trong năm 2013). Doanh thu của hãng hàng không năm 2014 bị đình trệ ở mức 4,16 tỷ euro.
Vào tháng 9 năm 2015, Air Berlin đã loại bỏ những chiếc Boeing 737-700 cuối cùng thuộc sở hữu của công ty. Các máy bay còn lại thuộc loại này sẽ hoạt động trên cơ sở cho thuê ướt từ TUIfly cho đến năm 2019. Tất cả các máy bay Boeing 737-800 sẽ bị loại bỏ vào năm 2016 khi Air Berlin có kế hoạch tập trung đội bay ngắn và trung bình của họ vào gia đình Airbus A320 để cắt giảm chi phí.
Vào tháng 11 năm 2015, Air Berlin tuyên bố đóng cửa trung tâm sân bay Palma de Mallorca bằng cách ngừng tất cả bảy tuyến nội địa Tây Ban Nha vào ngày 3 tháng 4 năm 2016. Vài ngày trước đó, hãng đã thông báo kế hoạch bổ sung các chuyến bay từ Düsseldorf đến Boston, Dallas / Fort Worth, San Francisco và Havana vào mùa xuân năm 2016. Tuy nhiên, tuyến đường theo kế hoạch đến Dallas / Fort Worth đã bị hủy vài tuần sau đó do nhu cầu thấp.
Vào ngày 30 tháng 12 năm 2015, tòa án hành chính ở Braunschweig phán quyết có lợi cho cơ quan hàng không dân dụng Đức (Luftfahrt-Bundesamt) và chống lại Air Berlin về một số hoạt động liên danh của họ với Etihad Airways. Việc bán và quảng cáo được chia sẻ của 31 trên 83 tuyến đường được cả hai thị trường tuyên bố là bất hợp pháp và đã bị dừng vào ngày 15 tháng 1 năm 2016 vì chúng không nằm trong thỏa thuận giao thông hàng không song phương giữa Đức và UAE. Luftfahrt-Bundesamt đã cho phép các chuyến bay này cho đến khi phán quyết pháp lý xác định được đưa ra.
2016-2017: Nỗ lực tái cấu trúc
Vào tháng 4 năm 2016, Air Berlin đã công bố khoản lỗ kỷ lục trị giá 446 triệu euro cho năm 2015; doanh thu của hãng hàng không đã giảm xuống còn 4,08 tỷ euro. Trong số các lý do được xem xét cho hiệu suất kém của Air Berlin là: nợ tê liệt hơn 800 triệu euro; thay đổi chiến lược không rõ ràng và nhanh chóng trên các tuyến đường và quảng cáo; một số CEO trong những năm gần đây; một sự chậm trễ hơn năm năm đối với trung tâm mới Sân bay Berlin Brandenburg; các cuộc đàm phán thất bại để kiếm lợi từ giá nhiên liệu thấp hơn và sự cạnh tranh khắc nghiệt chung trong ngành hàng không.
Vào tháng 7 năm 2016, Air Berlin đã xác nhận rằng họ không còn sở hữu bất kỳ máy bay nào mà họ vận hành, đã bán và cho thuê lại chiếc máy bay cuối cùng mà họ sở hữu trước đó. Một vài tuần sau đó, có thông tin rằng Air Berlin và Etihad Airways đang đàm phán với Lufthansa về việc mua lại một số tuyến của Air Berlin bên ngoài các trung tâm Berlin và Düsseldorf cũng như một số nhân viên và cho thuê máy bay.
Vào tháng 7 năm 2016, Air Berlin đã thông báo tăng các chuyến bay đến Hoa Kỳ từ 55 lên 78 chuyến bay mỗi tuần trong năm 2017. Bên cạnh một số lần tăng tần suất, Los Angeles và San Francisco sẽ được phục vụ từ Berlin cũng như các tuyến Düsseldorf hiện tại. Và một tuyến đường Düsseldorf- Orlando mới đã được công bố. Vài ngày sau, hãng hàng không tuyên bố giới thiệu một hạng thương gia trên các chuyến bay ngắn và trung bình.
Dự án "Air Berlin mới"
Vào ngày 28 tháng 9 năm 2016, Air Berlin đã công bố Airberlin mới, một dự án tái cấu trúc bao gồm việc giảm các điểm đến từ khoảng 140 xuống 70, tập trung vào các trung tâm Berlin và Düsseldorf và trên các căn cứ nhỏ hơn ở Stuttgart và Munich, đóng cửa sáu căn cứ khác căn cứ, nhắm mục tiêu của khách du lịch kinh doanh, tập trung vào các chuyến bay nội địa của Đức và các chuyến bay đến Ý, Scandinavia và Đông Âu, mở rộng mạng lưới đường dài và mất tới 1.200 việc làm.
Air Berlin, bao gồm các công ty con Belair và Niki, đã lên kế hoạch cắt giảm 40 phi đội gồm 118 máy bay phản lực hẹp, rời Air Berlin với phi đội 75 máy bay riêng. Đội bay mới sẽ là 17 chiếc Airbus A330-200 cho các hoạt động đường dài và 40 máy bay gia đình Airbus A320 và 18 máy bay Bombardier Q400 cho các tuyến châu Âu. Một đơn vị riêng biệt, hướng đến khách du lịch với 35 máy bay sẽ được thành lập, có lẽ hoạt động với một đối tác (TUIfly là đối tác giả định khi họ đã vận hành một số máy bay cho Air Berlin) - hoặc đã bán hoàn toàn. Kế hoạch cho thuê ướt máy bay còn lại đã được hiện thực hóa với thông báo tháng 12 năm 2016 rằng 38 máy bay Airbus A319 / A320 sẽ được thuê cho Eurowings của Tập đoàn Lufthansa (33 máy bay) và Austria Airlines (5 máy bay), có hiệu lực vào tháng 2 năm 2017 năm
Vào tháng 10 năm 2016, Air Berlin đã công bố kế hoạch đóng cửa bốn trong số bảy cơ sở bảo dưỡng máy bay Technik của hãng và sa thải 500 nhân viên của họ.
Vào ngày 5 tháng 12 năm 2016, Air Berlin đã công bố kế hoạch bán toàn bộ 49% cổ phần của mình trong công ty con Niki của Áo cho chủ sở hữu thiểu số của riêng mình, Etihad Airways. Cũng có thông báo rằng Niki sẽ tiếp quản một số tuyến đường đến các điểm đến giải trí phía nam châu Âu, Bắc Phi và Thổ Nhĩ Kỳ từ Air Berlin như một phần của liên doanh mới.
Cũng trong tháng 12 năm 2016, Air Berlin đã thông báo chuyển toàn bộ phi đội 21 chiếc A321-200 của họ sang Niki và Niki chuyển toàn bộ 5 chiếc A319-100 và 13 chiếc A320-200 cho Air Berlin. Air Berlin sẽ ngừng hợp đồng thuê ướt với TUIfly.
Vào tháng 1 năm 2017, Air Berlin đã thông báo rằng vào mùa hè 2017, hầu hết các tuyến giải trí sẽ được chuyển sang Niki hoặc bị hủy bỏ hoàn toàn và một số tuyến thành phố trong nước và châu Âu sẽ bị hủy bỏ, ít hơn nhiều so với các hoạt động của trung tâm Berlin-Tegel và Düsseldorf.
Vào ngày 28 Tháng Tư năm 2017, một sự mất mát của € -781.900.000 đã được công bố cho năm 2016, từ một doanh thu của € 3790000000.
Cũng vào cuối tháng 4 năm 2017, Air Berlin đã xác nhận việc thành lập Air Berlin Aeronautics GmbH, một công ty con mới có giấy phép hoạt động riêng (AOC) để tiếp quản các hoạt động ướt của Air Berlin thay mặt cho Eurowings và Austria Airlines. Do đó, Air Berlin "thực tế" sẽ tập trung vào các hoạt động dưới tên thương hiệu riêng của mình.
Vào tháng 5 năm 2017, Air Berlin tuyên bố sẽ mua Luftfahrtgesellschaft Walter hoàn toàn, trong đó hãng có cổ phần kiểm soát kể từ năm 2009.
Phá sản
Sau khi Etihad ngừng hỗ trợ tài chính, Air Berlin đã tiến hành các thủ tục mất khả năng thanh toán vào ngày 15 tháng 8 năm 2017. Vào ngày 9 tháng 10 năm 2017, Air Berlin đã thông báo cho nhân viên của mình rằng họ sẽ ngừng tất cả các hoạt động còn lại theo số chuyến bay AB của mình do triển vọng tài chính tiêu cực và Thủ tục phá sản.
Vào ngày 12 tháng 10 năm 2017, Lufthansa đã đồng ý mua 81 máy bay và thuê 3.000 nhân viên của Air Berlin với giá 210 triệu euro, tiếp quản các công ty con Niki và Luftfahrtgesellschaft Walter với tổng số 1700 nhân viên.
Vào ngày 24 tháng 10 năm 2017, Tập đoàn Berliner Zeitfracht đã xác nhận sẽ tiếp quản công ty Leisure Cargo Düsseldorf và 60 nhân viên của mình. Ủy ban tín dụng đã phê duyệt một đệ trình tương ứng. Giải trí chở hàng truyền tải không gian vận chuyển hàng hóa trên các chuyến bay chở khách. Vào ngày 27 tháng 10 năm 2017, đã có thông báo rằng một 'tập đoàn bảo trì, sửa chữa và cung cấp hoạt động Nayak Airplane Services GmbH & Co. KG và Berliner Zeitfracht Group sẽ mua airberlin Technik, giữ hơn 300 nhân viên.
Chuyến bay đường dài cuối cùng, từ Miami đến Düsseldorf, được khai thác vào ngày 15 tháng 10 năm 2017. Vào ngày 27 tháng 10 năm 2017, chuyến bay cuối cùng của Air Berlin được khai thác bởi Airbus A320 D-ABNW. Nó khởi hành từ Munich lúc 21 giờ 36 phút và hạ cánh tại Berlin Tegel lúc 22 giờ 45 phút.
Vào ngày 28 tháng 10 năm 2017, thông báo rằng EasyJet sẽ hấp thụ 1.000 nhân viên và thuê 25 máy bay Airbus A320 cho các chuyến bay từ Berlin Tegel với giá 40 triệu euro.

## Công việc
Quyền sở hữu
Cổ phiếu PLC của Air Berlin đã được giao dịch công khai trên Xetra và trên Sàn giao dịch chứng khoán Frankfurt trên thị trường quy định. Giao dịch trên thị trường không chính thức được quy định xảy ra tại các sàn giao dịch ở Berlin, Düsseldorf, Hamburg, Munich và Stuttgart. Kể từ tháng 12 năm 2011, Etihad Airways là cổ đông lớn nhất tại Air Berlin. Tính đến tháng 12 năm 2015, các cổ đông lớn (hơn 5%) là: 

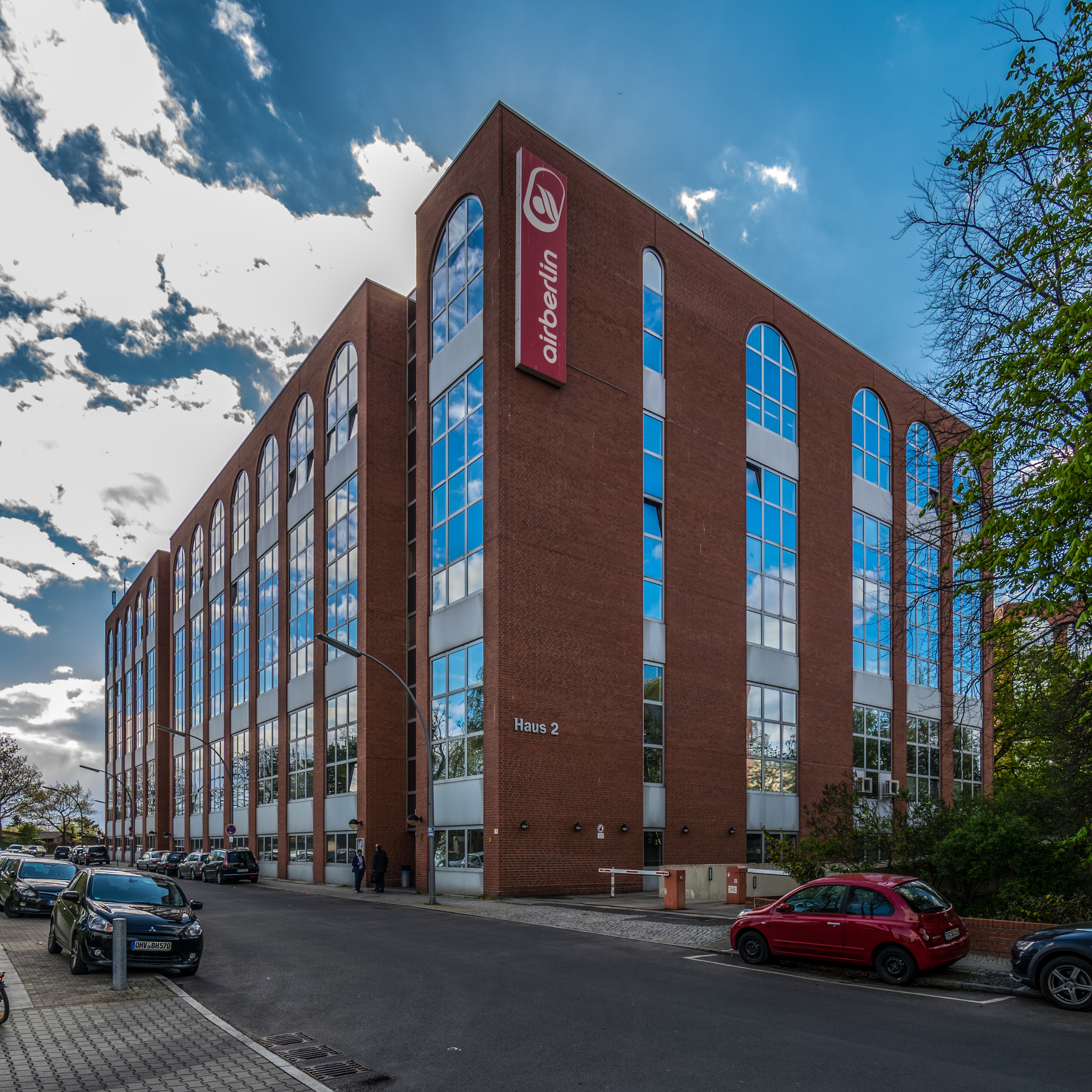
Trụ sở chính của Air Berlin tại Trung tâm Văn phòng Sân bay ở Charlottenburg-Wilmersdorf, Berlin.

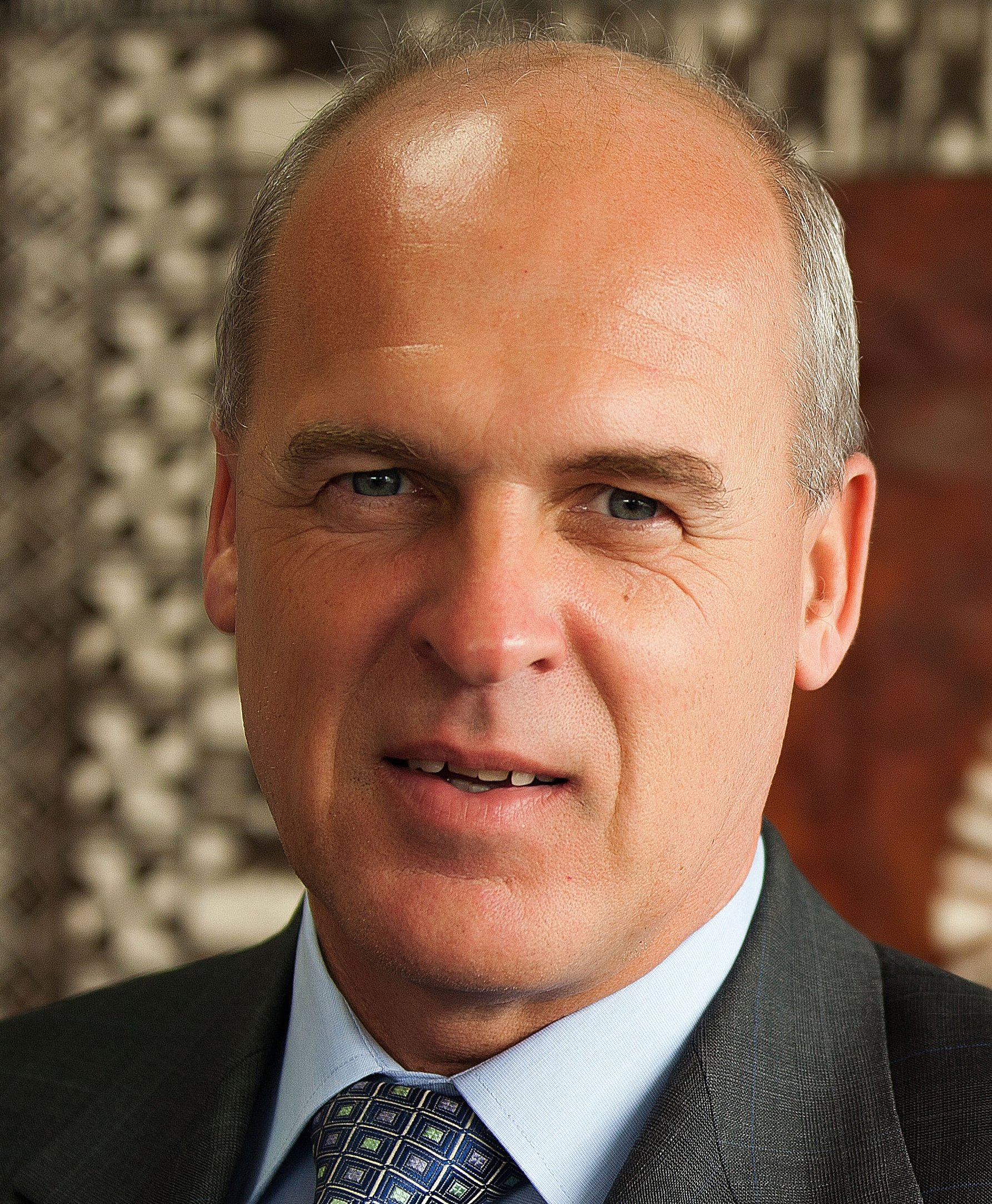
Stefan Pichler, CEO của Air Berlin từ năm 2016 đến tháng 2 năm 2017.

| Tên                                                      | Quan tâm |
| -------------------------------------------------------- | -------- |
| Etihad airways                                           | 29,21%   |
| ESAS Holding AS (chủ sở hữu của Hãng hàng không Pegasus) | 12,02%   |
| Cổ đông khác                                             | 58,77%   |
| Toàn bộ                                                  | 100,00%  |

### Xu hướng kinh doanh [ sửa ]
Air Berlin đã thua lỗ trong vài năm. Các số liệu quan trọng của toàn bộ Tập đoàn Air Berlin (bao gồm Niki) cho toàn bộ năm hoạt động dẫn đến việc đóng cửa là (như vào cuối năm 31 tháng 12):
|                                | 2006  | 2007  | 2008  | 2009  | 2010   | 2011   | 2012  | 2013   | 2014   | 2015    | 2016   |
| ------------------------------ | ----- | ----- | ----- | ----- | ------ | ------ | ----- | ------ | ------ | ------- | ------ |
| Doanh thu (€ m)                | 1,575 | 2.537 | 3,401 | 3,240 | 3,850  | 4.227  | 4.312 | 4,147  | 4.160  | 4.081   | 3.785  |
| Lợi nhuận ròng (€ m)           | 40,1  | 21.0  | −75,0 | .59,5 | −106.3 | −420.4 | 6,8   | −315,5 | −376,7 | 46446.6 | −781.9 |
| Số lượng nhân viên             | 4.118 | 8.360 | 8.311 | 8,278 | 8,900  | 9,113  | 9.284 | 8.905  | 8.440  | 8,869   | 8.481  |
| Số lượng hành khách (m)        | 19,7  | 27,9  | 28,6  | 27,9  | 34,9   | 35.3   | 33.3  | 31,5   | 31,7   | 30.2    | 28,9   |
| Hệ số tải trọng hành khách (%) | 75.3  | 77.3  | 78,4  | 77,5  | 76,8   | 84,5   | 83,6  | 84,9   | 83,5   | 84.2    | 84.3   |
| Số lượng máy bay (cuối năm)    | 117   | 124   | 125   | 152   | 169    | 170    | 155   | 140    | 149    | 153     | 144    |

Trường bay
Air Berlin đã đào tạo phi công của riêng mình từ năm 2007 trong một liên doanh với trường bay TFC Käufer. Đào tạo phi công thương mại kéo dài khoảng 24 tháng. Trường bay Air Berlin là trường bay đầu tiên ở Đức được Bộ Hàng không Đức cấp giấy phép đào tạo cho khái niệm Giấy phép Phi công Nhiều Phi hành đoàn mới vào tháng 2 năm 2009.
Dịch vụ kỹ thuật
Air Berlin có chi nhánh bảo trì và đại tu riêng, airberlin technik với các cơ sở ở Berlin, Düsseldorf, Munich, Stuttgart, Frankfurt, Hamburg, và Nichberg, đã thuê 1300 nhân viên vào tháng 10 năm 2016. Chi nhánh kỹ thuật là một phần EASA được chứng nhận Tổ chức bảo trì -145 với khoảng 1200 nhân viên cung cấp dịch vụ cho cả máy bay của tập đoàn Air Berlin và khách hàng trên khắp châu Âu. airberlin technik đã được công nhận và phê duyệt bởi nhiều Cơ quan Hàng không Quốc gia khác nhau như Hoa Kỳ FAA-145, Canada CAA-145, Aruba EASA-145, Cơ quan Hàng không Liên bang Nga, GCAA, Các Tiểu vương quốc Ả Rập Thống nhất. Vào tháng 10 năm 2016, Air Berlin tuyên bố sẽ đóng cửa các cơ sở kỹ thuật tại Stuttgart, Frankfurt, Hamburg và Nieders trong khi sa thải 500 nhân viên do các biện pháp tái cấu trúc.

## Điểm đến
Châu Phi
Ai Cập
- Cairo - Sân bay Quốc tế Cairo
- Hurghada - Sân bay quốc tế Hurghada
- Marsa Alam - Sân bay quốc tế Marsa Alam

Ma-rốc
- Agadir - Sân bay Al Massira
- Sân bay Marrakech - Menesh

Namibia
- Windhoek - Sân bay quốc tế Hosea Kutako

Nam Phi
- Cape Town - Sân bay quốc tế Cape Town

### Châu Mỹ [ sửa ]
Canada
- Vancouver - Sân bay Quốc tế Vancouver

Cuba
- Havana - Sân bay quốc tế Jose Martí
- Varadero - Sân bay Juan Gualberto Gómez

Rượu cam bì
- Willemstad - Sân bay quốc tế Curaçao

Cộng hòa Dominican
- Puerto Plata - Sân bay quốc tế Gregorio Luperón
- Punta Cana - Sân bay quốc tế Punta Cana

Mexico
- Cancún - Sân bay quốc tế Cancún

Hoa Kỳ
- Boston - Sân bay quốc tế Logan
- Chicago - Sân bay quốc tế O'Hare
- Fort Myers - Sân bay Quốc tế Tây Nam Florida
- Las Vegas - Sân bay quốc tế McCarran
- Los Angeles - Sân bay quốc tế Los Angeles
- Miami - Sân bay quốc tế Miami
- Thành phố New York - Sân bay quốc tế John F. Kennedy
- Orlando - Sân bay Quốc tế Orlando
- San Francisco - Sân bay quốc tế San Francisco

### Châu Á [ sửa ]
Trung Quốc
- Bắc Kinh - Sân bay quốc tế Thủ đô Bắc Kinh
- Thượng Hải - Sân bay quốc tế Phố Đông Thượng Hải

Irac
- Sulaimaniyah - Sân bay quốc tế Sulaimaniyah

Israel
- Tel Aviv - Sân bay Ben Gurion

Maldives
- Malé - Sân bay Malé

Thái Lan
- Bangkok - Sân bay quốc tế Suvarnabhumi
- Phuket - Sân bay quốc tế Phuket

Thổ Nhĩ Kỳ
- Antalya - Sân bay Antalya
- Bodrum - Sân bay Milas-Bodrum

Các Tiểu Vương Quốc Ả Rập Thống Nhất
- Abu Dhabi - Sân bay quốc tế Abu Dhabi
- Dubai - Sân bay quốc tế Dubai

### Châu Âu [ sửa ]
Áo
- Graz - Sân bay Graz
- Innsbruck - Sân bay Innsbruck
- Klagenfurt - Sân bay Klagenfurt
- Linz - Sân bay Linz
- Salzburg - Sân bay Salzburg
- Vienna - Sân bay quốc tế Vienna

Bulgaria
- Burgas - Sân bay Burgas
- Sofia - Sân bay Sofia
- Varna - Sân bay Varna

Croatia
- Dubrovnik - Sân bay Dubrovnik
- Pula - Sân bay Pula
- Rijeka - Sân bay Rijeka
- Chia - Sân bay Split
- Zadar - Sân bay Zadar

Cộng hòa Séc
- Prague - Sân bay Václav Havel Prague

Síp
- Larnaca - Sân bay Larnaca
- Paphos - Sân bay Paphos

Đan Mạch
- Billund - Sân bay Billund
- Copenhagen - Sân bay Copenhagen

Phần Lan
- Helsinki - Sân bay Helsinki

Pháp
- Nice - Sân bay đẹp
- Paris - Sân bay Charles de Gaulle và Sân bay Orly

Đức
- Berlin - Sân bay Schönefeld và Trung tâm sân bay Tegel
- Bremen - Sân bay Bremen
- Cologne / Bon - Sân bay Cologne Bon
- Dortmund - Sân bay Dortmund
- Dresden - Sân bay Dresden
- Düsseldorf - Trung tâm sân bay Düsseldorf
- Erfurt / Weimar - Sân bay Erfurt-Weimar
- Frankfurt - Sân bay Frankfurt
- Friedrichshafen - Sân bay Friedrichshafen
- Hamburg - Sân bay Hamburg
- Hanover - Sân bay Hannover
- Karlsruhe / Baden-Baden - Sân bay Karlsruhe / Baden-Baden
- Sân bay Leipzig / Halle - Leipzig / Halle
- Memmingen - Sân bay Memmingen
- Munich - Sân bay Munich
- Sân bay Münster / Osnabrück - Münster Osnabrück
- Nicheberg - Sân bay Nieders
- Paderborn / Lippstadt - Sân bay Paderborn Lippstadt
- Saarbrücken - Sân bay Saarbrücken
- Stuttgart - Sân bay Stuttgart
- Được sử dụng - Sân bay Heringsdorf
- Cuối tuần - Sân bay cuối tuần
- Westerland - Sân bay Sylt
- Zweibrücken - Sân bay Zweibrücken

Hy Lạp
- Chania - Sân bay Chania
- Corfu - Sân bay Quốc tế Corfu
- Heraklion - Sân bay quốc tế Heraklion
- Karpathos - Sân bay quốc gia đảo Karpathos
- Kavala - Sân bay Kavala
- Sân bay quốc tế Kos - Kos
- Mykonos - Sân bay Mykonos
- Mytilene - Sân bay quốc tế Mytilene
- Patras - Sân bay Araxos
- Preveza - Sân bay quốc gia Aktion
- Rhodes - Sân bay Quốc tế Rhodes
- Samos - Sân bay quốc tế Samos
- Thessaloniki - Sân bay quốc tế Thessaloniki
- Volos - Sân bay Volos
- Zakynthos - Sân bay quốc tế Zakynthos

Guernsey
- Guernsey - Sân bay Guernsey

Hungary
- Budapest - Sân bay quốc tế Budapest Liszt Ferenc

Iceland
- Tuaavík - Sân bay quốc tế Keflavík

Ý
- Bari - Sân bay Bari
- Bologna - Sân bay Bologna
- Brindisi - Sân bay Brindisi
- Cagliari - Sân bay Cagliari-Elmas
- Catania - Sân bay Catania-Fontanarossa theo mùa
- Florence - Sân bay Peretola
- Lamezia Terme - Sân bay Lamezia Terme
- Milan - Sân bay Linate và Sân bay Malpensa
- Naples - Sân bay Naples theo mùa
- Olbia - Olbia - Sân bay Costa Smeralda theo mùa
- Palermo - Sân bay Palermo
- Rimini - Sân bay Federico Fellini quốc tế
- Rome - Sân bay Leonardo da Vinci
- Sân bay Venice - Venice Marco Polo
- Verona - Sân bay Verona

Áo
- Sân bay Jersey

Ma-rốc
- Skopje - Sân bay Skopje

Malta
- Luqa - Sân bay quốc tế Malta

Montenegro
- Tivat - Tivat Airport

Hà Lan
- Sân bay Amsterdam - Amsterdam Schiphol

Na Uy
- Oslo - Sân bay Oslo, Gardermoen

Ba Lan
- Sân bay Gdańsk - Gdańsk Lech Wałęsa
- Kraków - Sân bay quốc tế John Paul II Kraków-Balice
- Warsaw - Sân bay quốc tế Warsaw Frédéric Chopin

Bồ Đào Nha
- Faro - Sân bay Faro
- Lễ hội - Sân bay Madeira
- Lisbon - Sân bay Portela
- Ponta Delgada - Sân bay João Paulo II
- Sân bay Porto - Francisco Sá Carneiro
- Đảo Terceira - Cánh đồng Lajes

Rumani
- Bucharest - Sân bay quốc tế Henri Coandă

Nga
- Kaliningrad - Sân bay Khrabrovo
- Matxcơva - Sân bay quốc tế Domodingovo
- Saint Petersburg - Sân bay Pulkovo

Serbia
- Belgrade - Sân bay Belgrade

Tây Ban Nha
- Alicante - Sân bay Alicante
- Arrecife - Sân bay Lanzarote
- Asturias - Sân bay Asturias
- Barcelona - Sân bay Barcelona
- Sân bay Ciudad Real - Don Quijote
- Fuerteventura - Sân bay El Matorral
- Ibiza - Sân bay Ibiza
- Las Palmas de Gran Canaria - Sân bay Gran Canaria
- Madrid - Sân bay Madrid-Barajas
- Málaga - Sân bay Málaga
- Menorca - Sân bay Menorca
- Murcia - Sân bay Murcia San Javier
- Palma de Mallorca - Sân bay Palma de Mallorca
- Santa Cruz de la Palma - Sân bay La Palma
- Santiago de Compostela - Sân bay Santiago de Compostela
- Seville - Sân bay San Pablo
- Tenerife - Sân bay Bắc Nam
- Valencia - Sân bay Valencia

Thụy Điển
- Arvidsjaur - Sân bay Arvidsjaur
- Gothenburg - Sân bay Thành phố Gothenburg và Sân bay Göteborg Landvetter
- Stockholm - Sân bay Stockholm-Arlanda

Thụy Sĩ
- Basel - EuroAirport Basel-Mulhouse-Freiburg
- Geneva - Sân bay Geneva
- Zürich - Sân bay Zürich

Vương quốc Anh
- Belfast - Sân bay thành phố Belfast
- Glasgow - Sân bay Glasgow
- Luân Đôn - Sân bay Gatwick và Sân bay Stansted
- Manchester - Sân bay Manchester

Trước khi ngừng hoạt động, Air Berlin đã bay tới các điểm đến theo lịch trình quanh năm và theo mùa ở châu Âu.
Thỏa thuận Codeshare
Air Berlin mã hóa với các hãng hàng không sau:
- Air Serbia
- Air Seychelles
- không khí
- Alitalia
- Hãng hàng không Mỹ
- Austrian Airlines
- Bangkok Airways
- British Airways
- Air Bulgaria
- Hãng hàng không Séc
- Hãng hàng không Darwin
- Etihad Airways
- Eurowings
- Finnair
- Ruồi
- Hainan Airlines
- Bêlarut
- hãng hàng không Nhật Bản
- Máy bay phản lực
- Lufthansa
- Kinh tuyến
- Niki
- Pegasus Airlines
- Royal Jordanian
- S7 Airlines
- SriLankan Airlines
- Hãng hàng không quốc tế Thụy Sĩ
- Trinh nữ Úc

## Đội tàu bay

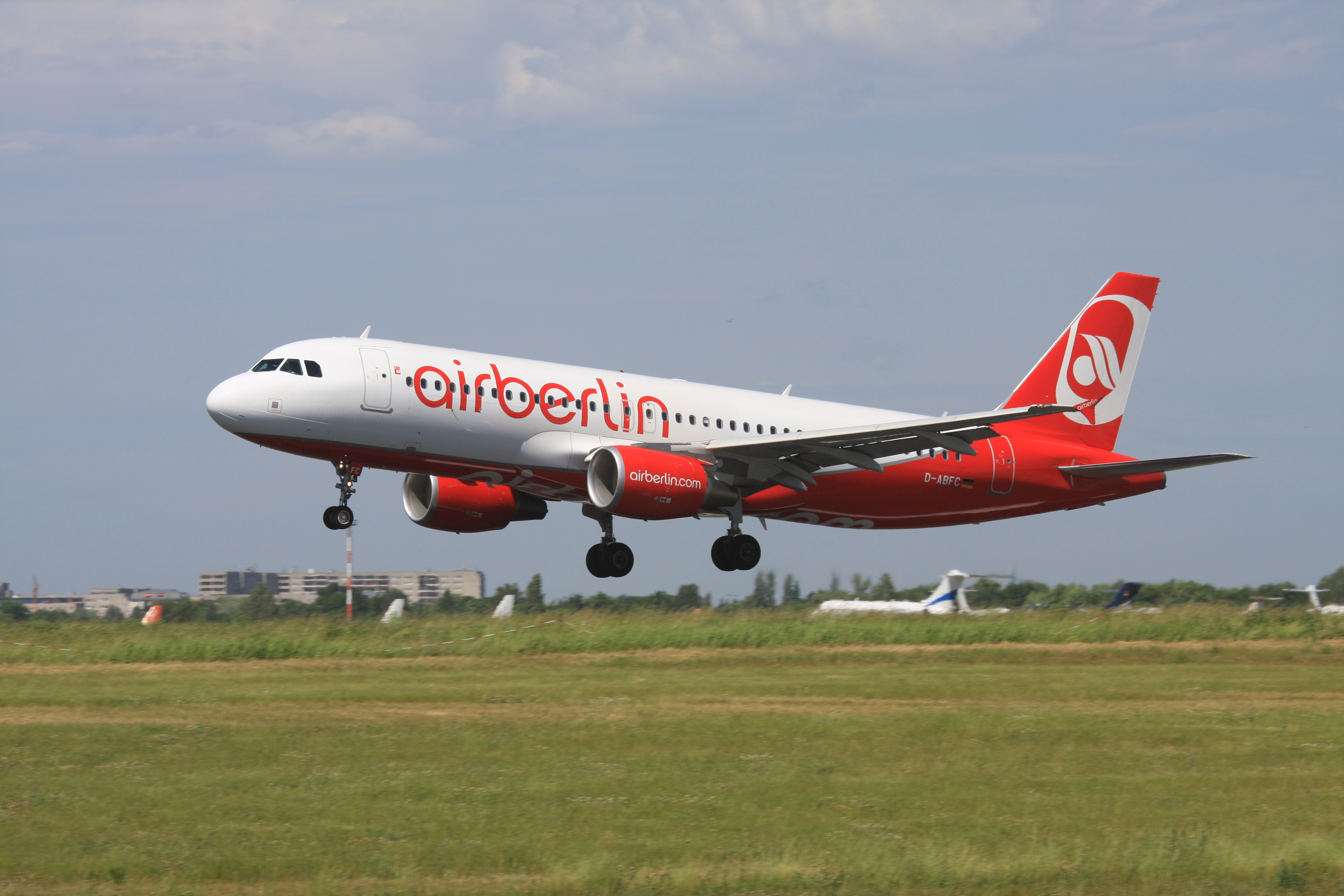
Air Berlin Airbus A320

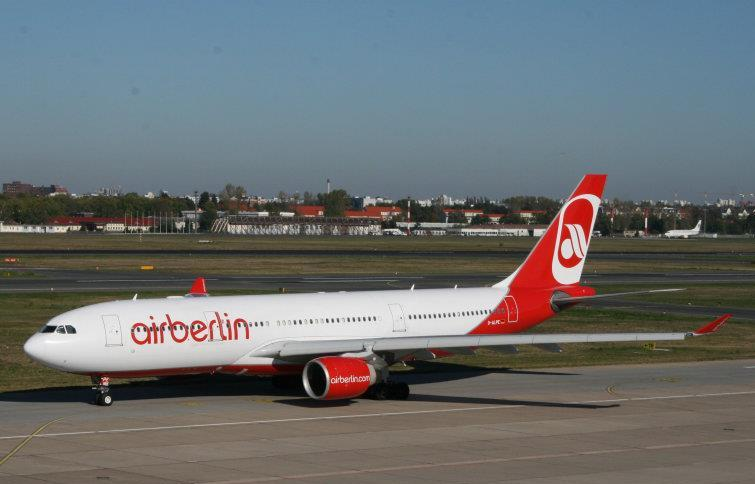
Air Berlin A330

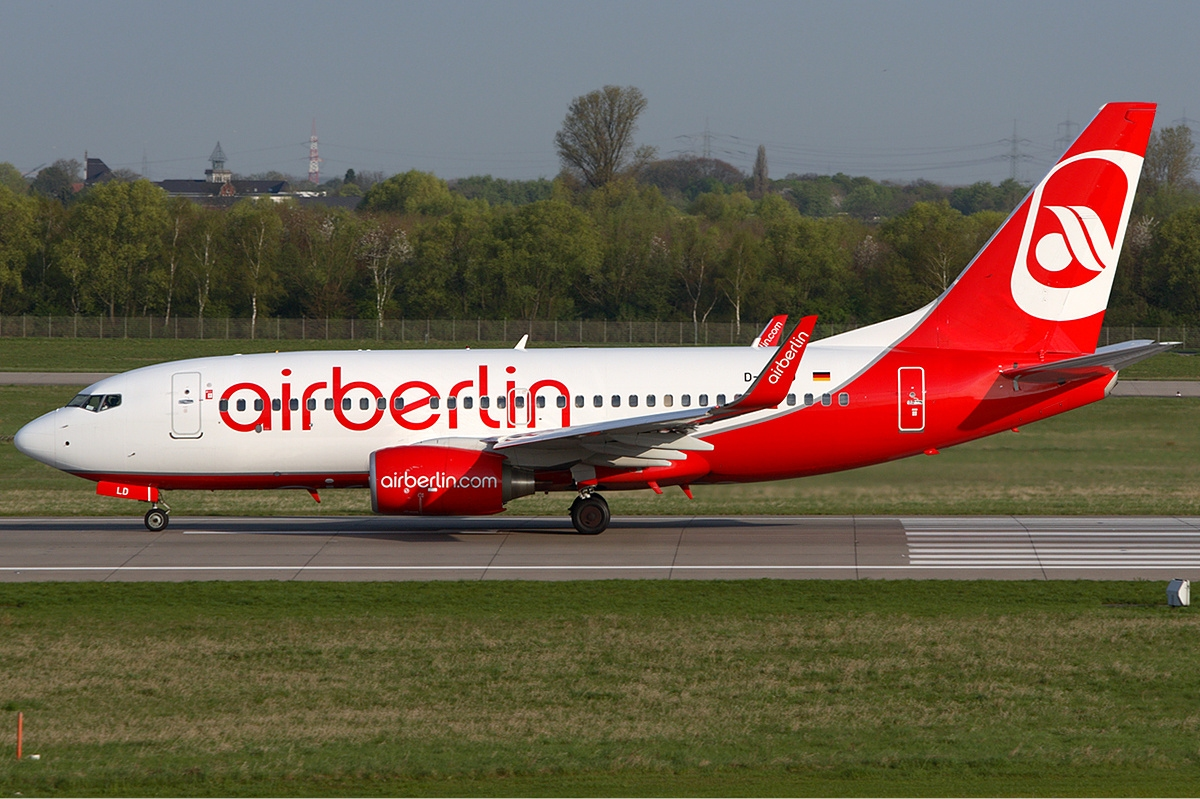
Air Berlin Boeing 737-700

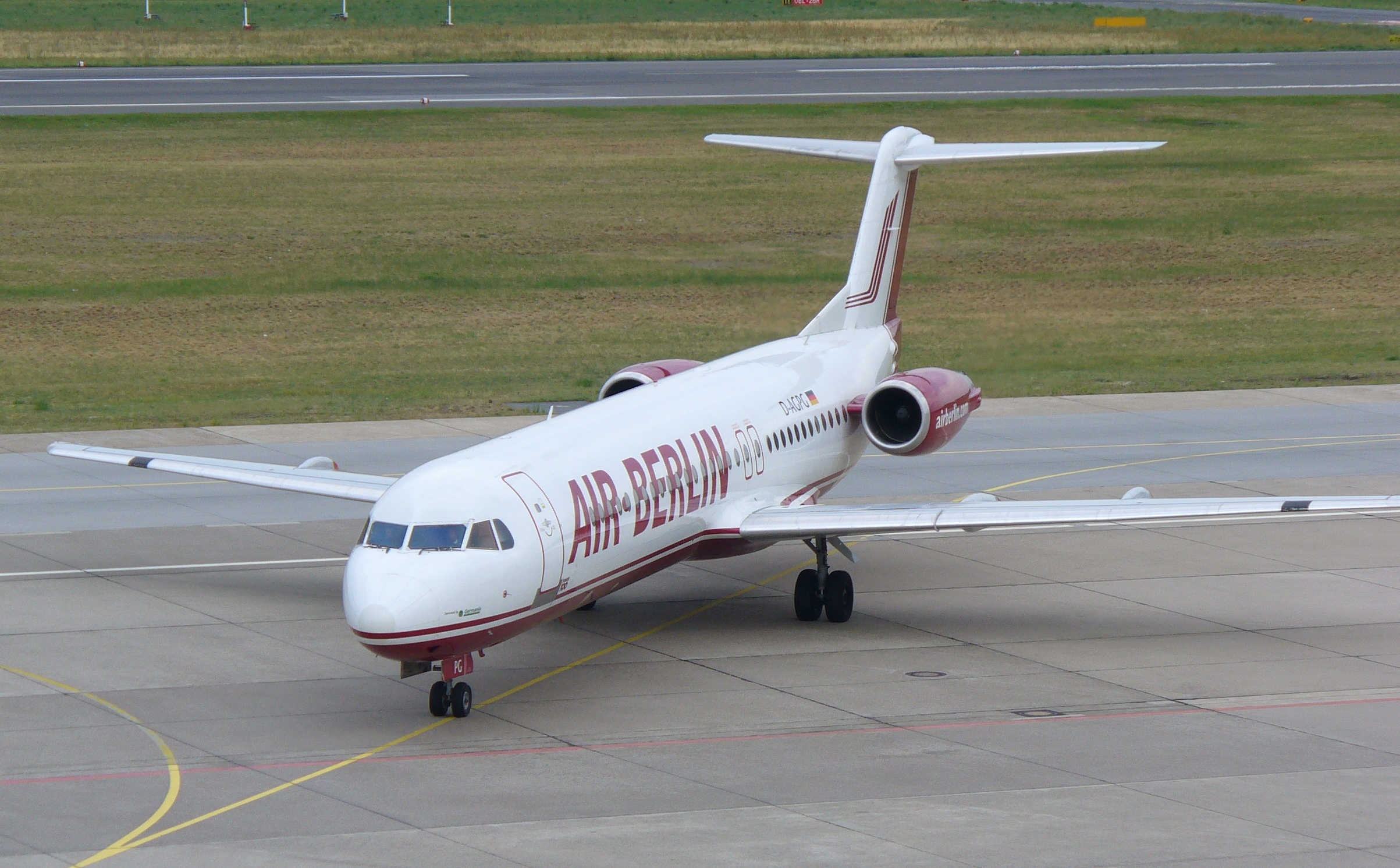
Air Berlin Fokker 100

Air Berlin vận hành các loại tàu bay sau: 
| Phi cơ          | Tổng cộng      | Bắt đầu hoạt động | Nghỉ hưu | Ghi chú |
| --------------- | -------------- | ----------------- | -------- | --- |
| Airbus A319-100 | 21             | 2006              | 2017     | Hoạt động cho Eurowings                                                                                          |
| Airbus A320-200 | 117            | 2005              | 2017     | 17 hoạt động cho Eurowings 4 hoạt động cho Austria Airlines 27 được mua bởi Lufthansa 25 được chuyển cho easyJet |
| Airbus A321-200 | 23             | 2008              | 2017     | |
| Airbus A330-200 | 17             | 2008              | 2017     | 6 hãng hàng không Malaysia cho thuê                                                                              |
| Airbus A330-300 | 3              | 2008              | 2013     | Mua lại từ LTU                                                                                                   |
| BA 146-200      | 3              | 2003              | 2004     | |
| Boeing 707      | không xác định | 1978              | 1981     | Điều hành bởi Air Berlin USA                                                                                     |
| Boeing 737-200  | 5              | 1980              | 1986     | Điều hành bởi Air Berlin USA                                                                                     |
| Boeing 737-300  | 1              | 1986              | 1990     | Điều hành bởi Air Berlin USA                                                                                     |
| Boeing 737-300  | 10             | 2007              | 2010     | Điều hành bởi Germania                                                                                           |
| Boeing 737-400  | 13             | 1990              | 2007     | |
| Boeing 737-700  | 32             | 2003              | 2017     | Điều hành bởi TUI bay Deutschland                                                                                |
| Boeing 737-800  | 99             | 1998              | 2017     | 3 được mua bởi TAROM, được vận hành bởi TUI fly Deutschland                                                      |
|                 | 20             | 2008              | 2017     | Điều hành bởi LGW                                                                                                |
| Embraer 190     | 3              | 2013              | 2013     | Chuyển từ Niki và sau đó được trả lại, được điều hành bởi LGW                                                    |
| Fokker 100      | 18             | 2004              | 2010     | |

## Dịch vụ

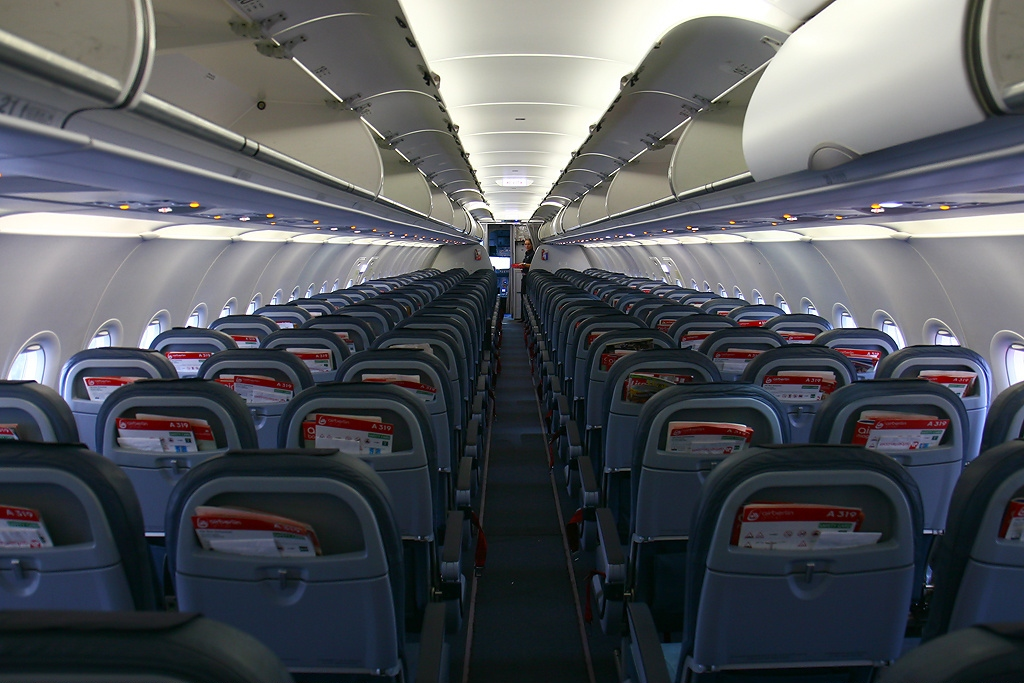
Cabin máy bay Airbus A319-100 của Air Berlin

### Khoang máy bay

#### Các chuyến bay đường dài
Máy bay đường dài của Air Berlin có các bộ phận hạng thương gia và kinh tế. Vào đầu năm 2012, Air Berlin đã bắt đầu đổi mới cabin đường dài, trang bị cả hạng phổ thông và hạng thương gia với ghế mới và hệ thống giải trí trên máy bay mới. Ghế hoàn toàn tự động có thể nghiêng tới 170 độ được cung cấp trong hạng thương gia, cùng với phiên bản chống huyết khối và tựa đầu có thể điều chỉnh, và nhiều chỗ để chân hơn và chỗ ngồi hẹp hơn trong hạng phổ thông. Tất cả các ghế đều có màn hình 8,9 inch với màn hình cảm ứng và cung cấp phim, sê-ri, nhạc, sách nói và trò chơi. Vào tháng 1 năm 2013, hãng hàng không một lần nữa trình bày một lớp kinh doanh mới thay thế cho một lớp được giới thiệu một năm trước đó. Tầng lớp doanh nhân mới có ghế đơn, mang đến cho khách du lịch nhiều quyền riêng tư hơn. Ghế mới có chức năng phẳng hoàn toàn, chức năng massage và có màn hình 15 inch.
Các chuyến bay ngắn và trung bình
Hạng thương gia không được cung cấp trên các chuyến bay ngắn và trung bình cho đến khi Air Berlin tuyên bố giới thiệu vào tháng 8 năm 2016. Tất cả các máy bay ngắn và trung bình bắt đầu có hạng thương gia ở hàng 1 với các dịch vụ mở rộng bao gồm cả ghế giữa trống.

### Dịch vụ hành khách
Trái ngược với các hãng hàng không giá rẻ thuần châu Âu, Air Berlin cung cấp đồ ăn nhẹ và đồ uống miễn phí trên chuyến bay cho đến tháng 9 năm 2016. Báo và tạp chí có sẵn trên các chuyến bay nội địa của Đức. Bữa ăn đầy đủ nóng miễn phí trên các chuyến bay đường dài. Trên tất cả các tuyến của Air Berlin với thời gian bay từ 60 phút trở lên, các bữa ăn ngon đã được cung cấp, theo hãng hàng không, được tạo ra bởi các đầu bếp tại "Sansibar", một nhà hàng nổi tiếng trên đảo Sylt. Các hãng hàng không cũng cung cấp giải trí trên chuyến bay, chỗ ngồi được chỉ định và kết nối chuyến bay được đảm bảo. Giá vé cơ bản của Air Berlin là không hoàn lại và không thể thay đổi, vì vậy các chuyến bay không sử dụng là một mất mát hoàn toàn cho người mua.

### Chương trình khách hàng thường xuyên
Chương trình khách hàng thường xuyên của Air Berlin được gọi là topbonus. Điểm, được gọi là dặm, có thể được thu thập trên các chuyến bay do Air Berlin, Niki, đối tác hãng hàng không Oneworld, và chọn hãng hàng không khác. Dặm tích lũy có thể được cứu chuộc cho các chuyến bay giải thưởng, hoặc để nâng cấp lên hạng thương gia. Ngoài "Topbonus Card Classic" cấp độ đầu vào, còn có các thẻ có trạng thái Bạc, Vàng và Bạch kim, tương ứng với các trạng thái Oneworld Ruby, Sapphire và Emerald. Thẻ dịch vụ và Thẻ tín dụng, đã tính phí, cũng có sẵn.
Etihad đã mua 70% cổ phần của Topbonus với giá 184 triệu euro vào năm 2012. Sau khi mất khả năng thanh toán của Air Berlin, topbonus cũng đã nộp đơn xin mất khả năng thanh toán vào ngày 25 tháng 8 năm 2017.

## Tai nạn và sự cố
Trong hơn 39 năm hoạt động, Air Berlin không bao giờ gặp tai nạn hoặc sự cố dẫn đến mất mạng hoặc máy bay.
- Vào ngày 18 tháng 10 năm 2017, chuyến bay đường dài cuối cùng của Air Berlin, Chuyến bay AB7001, D-ABXA, một chiếc Airbus A330-223, đã thực hiện một chuyến đi vòng quanh để kỷ niệm sự kiện và bay qua nhà ga, chống lại các thủ tục đi vòng quanh tiêu chuẩn, trong khi hạ cánh tại sân bay Düsseldorf. Thông tin của ADS-B báo cáo rằng máy bay đã ở khoảng 100 ft hoặc 30 m, khi nó đi qua thiết bị đầu cuối. Có thông tin rằng phi hành đoàn đã được sự cho phép của kiểm soát không lưu trước khi thực hiện cuộc diễn tập. Các hành khách vỗ tay chia tay. Cả hai phi công đã bị đình chỉ trong khi chờ kết quả điều tra của Luftfahrtbundesamt, cơ quan hàng không Đức.